# Grote Prijs van Fourmies 2023
De Franse wielerwedstrijd GP Fourmies werd in 2023 verreden op 10 september. Er vond zowel een mannen- als een vrouweneditie plaats. Beide wedstrijden startte en finishte in Fourmies.

## Mannen
Voor de mannen was het de 90e editie van deze wedstrijd. Titelverdediger was de Australiër Caleb Ewan. Hij werd opgevolgd door de Belg Tim Merlier.
De wedstrijd was onderdeel van de UCI ProSeries 2023 en de Coupe de France.

### Verloop
De wedstrijd kende een totale lengte van 197.6 kilometer. De eerste 150 kilometers werden  afgelegd buiten de gemeente van Fourmies. De laatste ruime veertig kilometer werden afgelegd op een lokaal parcours. Tijdens de wedstrijd waren er meerdere aanvallen en kopgroepen. Dries De Bondt werd ingerekend als een van de laatste vluchters. De slotfase van deze wedstrijd oogde relatief chaotisch, dit kwam mede vanwege de dalende lijn die de renners aflegden. Uit de grote groep van renners die was overgebleven had Merlier de krachtigste eindsprint in huis. Zijn landgenoot Gerben Thijssen werd tweede. De Italiaan Matteo Moschetti kwam als derde over de eindstreep.

### Uitslag
| Plaats  | Naam               | Ploeg                    | tijd     |
| ------- | ------------------ | ------------------------ | -------- |
| Winnaar | Tim Merlier        | Soudal-Quick Step        | 4u25'34" |
| 2       | Gerben Thijssen    | Intermarché-Circus-Wanty | z.t.     |
| 3       | Matteo Moschetti   | Q36.5 Pro Cycling Team   | z.t.     |
| 4       | Alexander Kristoff | Uno-X Pro Cycling Team   | z.t.     |
| 5       | Paul Penhoët       | Groupama-FDJ             | z.t.     |
| 6       | Niccolò Bonifazio  | Intermarché-Circus-Wanty | z.t.     |
| 7       | Arnaud Démare      | Arkéa Samsic             | z.t.     |
| 8       | Álvaro José Hodeg  | UAE Team Emirates        | z.t.     |
| 9       | Arne Marit         | Intermarché-Circus-Wanty | z.t.     |
| 10      | Jason Tesson       | TotalEnergies            | z.t.     |

## Vrouwen
Voor vrouwen was het de vierde editie van deze wedstrijd. Titelverdedigster was Pfeiffer Georgi, zij verscheen ditmaal niet aan de start. Deze editie werd gewonnen door de Poolse Marta Lach. 

### Verloop
De laatste 57 kilometer van de wedstrijd werd afgelegd op een parcours in en rond de gemeente Fourmies. Na een wedstrijd van 117.8 kilometer was het Lach die met één seconde verschil won. Nummer twee in de wedstrijd was de Nederlandse Sofie van Rooijen, gevolgd door de Belgische Marthe Truyen.

### Uitslag
| Plaats  | Naam               | Ploeg                        | tijd     |
| ------- | ------------------ | ---------------------------- | -------- |
| Winnaar | Marta Lach         | Ceratizit-WNT Pro Cycling    | 2u57'04" |
| 2       | Sofie van Rooijen  | Parkhotel Valkenburg         | + 1"     |
| 3       | Marthe Truyen      | Fenix-Deceuninck Continental | z.t.     |
| 4       | Fauve Bastiaenssen | Lotto Dstny Ladies           | z.t.     |
| 5       | Clara Copponi      | FDJ-Suez                     | z.t.     |
| 6       | Valentina Basilico | BePink-GOLD                  | z.t.     |
| 7       | Valentine Fortin   | Cofidis                      | z.t.     |
| 8       | Simone Boilard     | Saint Michel-Mavic-Auber 93  | z.t.     |
| 9       | Anne Knijnenburg   | Parkhotel Valkenburg         | z.t.     |
| 10      | Christine Majerus  | Luxemburg                    | z.t.     |

Ronde van San Juan ·
Ronde van Valencia ·
Clásica de Almería ·
Ronde van Oman ·
Ronde van de Algarve ·
Ruta del Sol ·
Faun Ardèche Classic ·
La Drôme Classic ·
Kuurne-Brussel-Kuurne ·
Trofeo Laigueglia ·
Milaan-Turijn ·
Nokere Koerse ·
GP Denain ·
Bredene Koksijde Classic ·
GP Industria & Artigianato-Larciano ·
Grote Prijs Miguel Indurain ·
Scheldeprijs ·
Brabantse Pijl ·
Ronde van de Alpen ·
Grote Prijs van Plumelec ·
Tro Bro Léon ·
Ronde van Hongarije ·
Vierdaagse van Duinkerke ·
Boucles de la Mayenne ·
Ronde van Noorwegen ·
Brussels Cycling Classic ·
Dwars door het Hageland ·
Ster ZLM Tour ·
Ronde van België ·
Ronde van Slovenië ·
Ronde van het Qinghaimeer ·
Ronde van Wallonië ·
Ronde van Burgos ·
Ronde van Denemarken ·
Arctic Race of Norway ·
Ronde van Duitsland ·
Maryland Cycling Classic ·
Ronde van Groot-Brittannië ·
Grote Prijs van Fourmies ·
Grote Prijs van Wallonië ·
Coppa Sabatini ·
Super 8 Classic ·
Ronde van het Taihu-meer ·
Ronde van Luxemburg ·
Circuit Franco-Belge ·
Ronde van Langkawi ·
Ronde van Emilia ·
Coppa Bernocchi ·
Ronde van de Drie Valleien ·
Ronde van het Münsterland ·
Ronde van Piemonte ·
Ronde van Hainan ·
Parijs-Tours ·
Ronde van Veneto ·
Japan Cup ·
Veneto Classic